# Friedrich Wilhelm Bösenberg
Friedrich Wilhelm Bösenberg ( 1841 - 2 de febrero de 1903, Stuttgart) fue un comerciante y un aracnólogo aficionado.

## Biografía
Bösenberg pasa su tiempo libre en el estudio de las arañas de Alemania a las que dedicó un libro importante Die Spinnen Deutschlands.. Con Harald Othmar Lenz, publicó un estudio de las arañas en el este de África, Ostafrikanische Spinnen, Gesammelt von Herrn Dr. F. Stuhlmann, y una memoria con las de Madeira y las Islas Canarias y, con Embrik Strand (1876-1947), las de Japón.

## Algunos taxones descritos
- Alenatea fuscocolorata (Bösenberg & Strand, 1906), Araneidae
- Allocosa hirsuta (Bösenberg & Lenz, 1895), Lycosidae
- Euophrys valens Bösenberg & Lenz, 1895, Salticidae
- Gnaphosa kompirensis Bösenberg & Strand, 1906, Gnaphosidae
- Hyptiotes affinis Bösenberg & Strand, 1906, Uloboridae
- Tmeticus bipunctis (Bösenberg & Strand, 1906), Linyphiidae
- Yaginumena castrata (Bösenberg & Strand, 1906), Theridiidae

## Publicaciones
- Bösenberg, F.W. & Lenz, H., 1894 - Ostafrikanische Spinnen gesammelt von Herrn Dr. F. Stuhlmann in den Jahren 1888 und 1889, "Jahrbuch der Hamburgischen Wissenschaftlichen Anstalte", XII. Jahrgang 1894, Gräfe & Sillem, Hamburg.
- Bösenberg, F.W, 1895 - Beitrag zur Kenntnis der Arachniden-Fauna von Madeira und den Canarischen Inseln, "Abhandlungen aus dem Gebiete der Naturwissenschaft", Naturwissenschaftlicher Verein in Hamburg, Friederichsen & Co., Hamburg.
- Bösenberg, F.W, 1901-1903 Die Spinnen Deutschlands, Zoologica, Stuttgart, il suo più importante lavoro.
- Bösenberg, F.W. & Strand, E., 1906 - Japanische Spinnen, Abhandlungen der Senckenbergischen Naturforschenden Gesellschaft, Band 256.

## Abreviatura (zoología)
La abreviatura Bösenberg  se emplea para indicar a Friedrich Wilhelm Bösenberg como autoridad en la descripción y taxonomía en zoología.

## Fuente
- Pierre Bonnet. 1945. Bibliographia araneorum, Les frères Doularoude (Toulouse).